# Język sula
Język sula, także sanana – język austronezyjski używany w prowincji Moluki Północne w Indonezji, w archipelagu wysp Sula, zwłaszcza na wyspach Sanana i Mangole (Mangon). Według danych z 2020 r. posługuje się nim nie więcej niż 47 tys. osób (grupa etniczna Sula).
Jest rozdrobniony wewnętrznie, jego odmiany tworzą złożone kontinuum dialektalne. Czasem wyróżnia się trzy (bądź cztery) dialekty: facei (facé), fagudu, falahu oraz dość odrębny mangole (mangoli, mongon). „Facei”, „Fagudu”, „Falahu” i „Mangole” to nazwy poszczególnych plemion w obrębie grupy etnicznej Sula, przy czym w 2020 r. odnotowano, że klasyfikacja ta nie odpowiada ściśle różnicom dialektalnym.
Istnieje podstawowy podział na dialekty sanana (używane przez podgrupy Facei, Fagudu i Falahu) i dialekty mangon (używane przez ludność Mangon). Ethnologue wyodrębnia mangon jako oddzielny język. Poza Sanana i Mangole jego użytkownicy zamieszkują również wyspy Taliabu, Buru, Bacan i Ternate, a także Surabaję i Dżakartę.
Jest spokrewniony z językiem buru; został także powiązany z bliskim geograficznie językiem taliabu, lecz w 2021 r. taliabu zaliczono do języków celebeskich. Historycznie sula znalazł się pod wpływem znaczących języków regionalnych: malajskiego ambońskiego (lingua franca) i ternate (który był językiem administracji). Ze źródeł tych zaczerpnięto wiele elementów słownictwa, do języka przedostały się też pożyczki arabskie i niderlandzkie. Nowsze zapożyczenia pochodzą z języka indonezyjskiego.
Jest zagrożony wymarciem. Według informacji z 2020 r. pozostaje w użyciu głównie na terenach wiejskich, przy czym jego znaczenie różni się w zależności od miejscowości i grupy wiekowej. W mieście Sanana preferowanym środkiem komunikacji jest lokalny malajski (zarówno w kontaktach publicznych, jak i prywatnych), choć osoby ze starszego pokolenia często posługują się też sula. Poza miastem sula bywa znany również młodszemu pokoleniu, lecz nawet na terenach wiejskich odgrywa ograniczoną rolę w komunikacji. Największą żywotność rodzimego języka zaobserwowano w mniejszych wsiach, najbardziej oddalonych od miasta Sanana. Przeważnie nie jest przyswajany przez ludność napływową (nie komunikują się w nim Bajo – pomimo bliskich kontaktów – ani tym bardziej migranci z Jawy i Celebesu, przybyli w drodze późniejszych fal migracyjnych). W edukacji wykorzystywany jest język indonezyjski. 
Sporządzono opis tego języka (udokumentowano jego gramatykę i podstawowe słownictwo) . Aż do 2020 r. pozostawał praktycznie nieopisany; wcześniejsze materiały ograniczały się do list słownictwa i mało obszernych danych gramatycznych. 
Nie wykształcił tradycji literackiej, zapisywany jest jedynie sporadycznie, przy czym brak ustandaryzowanej ortografii. W przestrzeni publicznej pojawia się na grafitti, na znakach i w sloganach politycznych. Bywa też wykorzystywany w nieformalnej komunikacji internetowej (w mediach społecznościowych).